# アマテル (惑星)
アマテル（Amateru）は、太陽系外惑星の一つ。主星はおうし座ε星。おうし座ε星b（おうしざイプシロンせいビー、epsilon Tauri b）、主星の固有名アインよりアインb（あいんビー、Ain b）とも呼称される。

## 概要

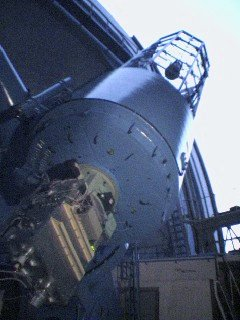
アマテルを発見した岡山天体物理観測所の反射望遠鏡

アマテルは、ヒアデス星団に属するガス惑星である。アマテルの質量は7.6木星質量であり、地球の質量の2415.5倍に達している。アマテルは恒星「おうし座ε星」から1.93天文単位の軌道上に存在し、主星の周りを594.9日かけて公転している。なお、散開星団で初めて発見された太陽系外惑星である。

## 発見
岡山天体物理観測所研究員の佐藤文衛らは、反射望遠鏡と高分散分光器を用いて巨大な恒星の惑星系の調査を行っていた。2007年、おうし座のヒアデス星団において、恒星であるおうし座ε星の周囲を回る惑星を発見した。散開星団において、太陽系外惑星が発見されたのは史上初めてであった。また、年齢や質量が高い精度で判明した恒星において、太陽系外惑星が発見されたのは史上初めてであった。

## 名称

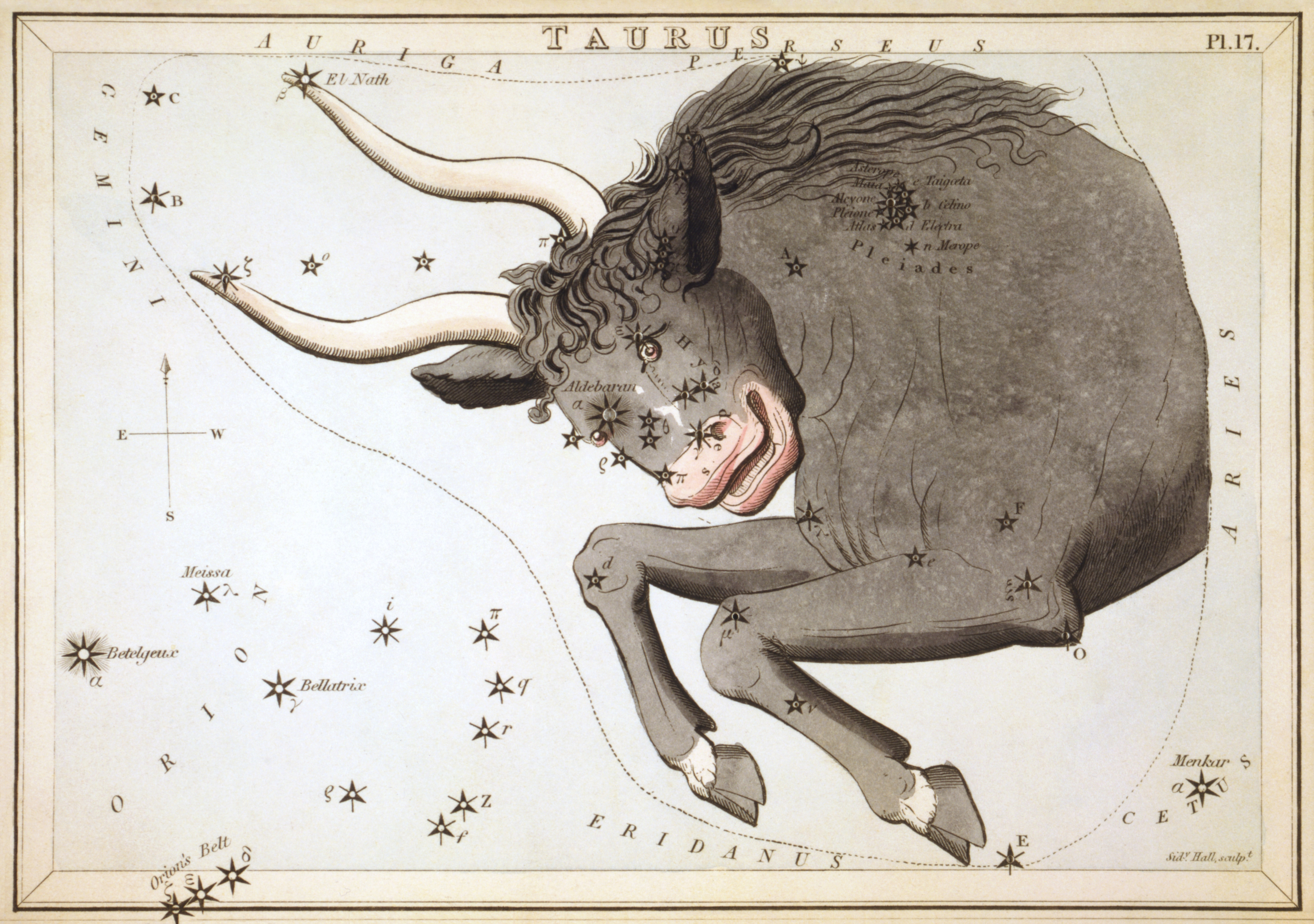
主星のおうし座ε星はおうし座の左目に位置する

この惑星は、バイエル符号に基づいて「おうし座ε星b」と表記された。また、主星であるおうし座ε星の固有名「アイン」より、この惑星も「アインb」と表記されることもあった。
2015年に国際天文学連合が太陽系外惑星命名キャンペーン「New Exo World」を主催した際、日本のかまがり天体観測館から、日本神話に登場する神の一柱である天照大神にちなんで、この惑星を「アマテラス」と命名することが提案された。これは、この惑星の主星がおうし座の左目に位置していることから、天照大神が伊邪那岐命の左目から生まれたとの伝承にちなんだものである。しかし、既に同名の小惑星「アマテラス」が存在したことから、天照大神の異称である「アマテル」に変更された。2015年12月15日、国際天文学連合により公募の結果が公表され、「アマテル」と命名されることが正式に決定した。